# Henry Marten (régicide)
Henry Marten (1602 - 9 septembre 1680) est un avocat et homme politique anglais qui siège à la Chambre des communes en deux périodes entre 1640 et 1653. Il est un ardent républicain et un régicide du roi Charles Ier d'Angleterre.

## Biographie
Il est le fils aîné de l'avocat et diplomate Sir Henry Marten . Il a un frère, George Giles Martin, et trois sœurs, Elizabeth, Jane et Mary. Henry "Harry" Marten est né dans la maison de son père au 3 Merton Street, Oxford, Oxfordshire  et fait ses études dans la même ville. Il s'inscrit le 31 octobre 1617 en tant que gentleman roturier du University College, obtenant son baccalauréat en 1620. Comme beaucoup de jeunes hommes de son milieu social, il entre également dans les Inns of Court. Il est peut-être le Henry Marten admis à Gray's Inn en août 1618 et certainement admis au Inner Temple en novembre 1619. Dans les années 1620, il voyage en Europe .
En tant que personnage public, il apparaît pour la première fois en 1639 en refusant de contribuer à un prêt général . En avril 1640, il est élu député de Berkshire dans le Court Parlement. Il est réélu député de Berkshire pour le long Parlement en novembre 1640 . Il vit à Beckett Hall à Shrivenham (maintenant dans l'Oxfordshire) et peu de temps après, sa résidence officielle est devenue Longworth House, près de Londres. À la Chambre des Communes, il rejoint le parti populaire, parle en faveur du projet de loi d'accusation contre Strafford, et en 1642 est un membre du comité de sécurité. Certains de ses propos sur le roi sont si durs que le roi exige son arrestation et son procès pour haute trahison .
Lorsque la Première révolution anglaise éclate, Marten ne part pas sur le terrain, bien qu'il ait été nommé gouverneur de Reading, Berkshire, mais est très actif au Parlement. À une occasion, son zèle pour la cause parlementaire l'amène à ouvrir une lettre du comte de Northumberland à sa comtesse, une impertinence pour laquelle, dit Clarendon, il est massacré par le comte .
En 1643, il est expulsé des chambres du Parlement et brièvement emprisonné dans la tour de Londres pour avoir exprimé l'avis que la famille royale devait disparaître et la monarchie abolie  .
En 1644, cependant, il est nommé gouverneur d'Aylesbury et, à cette époque, prend directement part à la guerre  . Autorisé à retourner au Parlement en janvier 1646, il professe de nouveau des vues républicaines extrêmes. Il parle de son désir de préparer le roi pour le ciel et attaque les Presbytériens et, soutenant la Nouvelle Armée contre le Long Parlement. Il signe l'accord d'août 1647 et est étroitement associé à John Lilburne et aux Niveleurs, et fait partie de ceux qui soupçonnent la sincérité d'Oliver Cromwell.
Cependant, il agit avec Cromwell pour traduire Charles Ier en justice; il est l'un des plus éminents des 31 des 59 commissaires à signer l'arrêt de mort en 1649. Il est alors énergique pour établir le Commonwealth et détruire les vestiges restants du système monarchique . Il est choisi comme membre du Conseil d'État en 1649, et comme compensation pour ses pertes et récompense pour ses services pendant la guerre, il reçoit des terres évaluées à £ 1000 de revenu par an. Au Parlement, il parle souvent et avec effet, mais il ne participe pas à la vie publique pendant le Protectorat, passant une partie de ce temps en prison, où il est placé à cause de ses dettes .
Après avoir siégé parmi les membres rétablis du Long Parlement en 1659, Marten se rend aux autorités en tant que régicide en juin 1660 et, avec d'autres, il est exclu de la loi sur l'indemnisation et l'oubli, mais avec une clause de sauvegarde. Il se comporte avec courage lors de son procès, qui a lieu en octobre 1660, mais il est reconnu coupable d'avoir participé à la mort du roi. Grâce à l'action, ou plutôt à l'inaction de la Chambre des Lords, il échappe à la peine de mort, mais il reste captif .

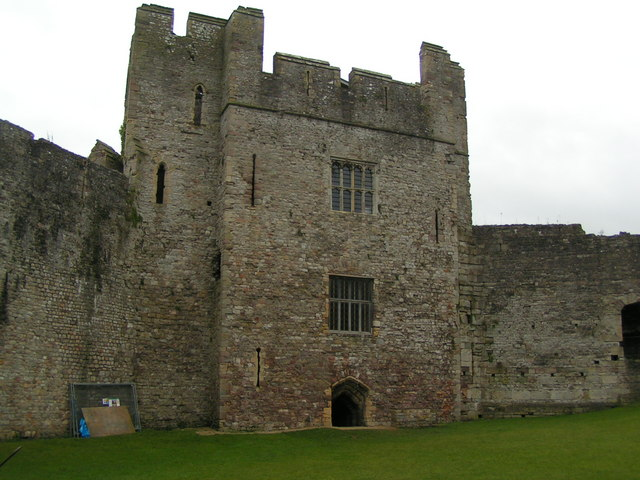
Marten's Tower, ses appartements dans le château de Chepstow

Après avoir échappé à la peine de mort pour son implication dans le régicide, il est envoyé en exil intérieur, d'abord dans l'extrême nord de l'Angleterre, puis (1665) au château de Windsor, où il reste jusqu'à ce que Charles II lui ordonne de s'éloigner. En 1668, il est envoyé à Chepstow, au Pays de Galles. Son emprisonnement dure une douzaine d'années mais ne semble pas avoir été excessivement pénible, du moins au début; il a une suite de chambres dans ce qui est alors connu sous le nom de Bigod's Tower (maintenant connu sous le nom de Marten's Tower) et semble parfois avoir pu voyager à l'extérieur. Son épouse légitime, Margaret, vit au domicile familial du Berkshire, mais Mary Ward, sa maitresse, vit avec lui . Il est mort au château de Chepstow le 9 septembre 1680  s'étouffant en mangeant son souper, et est enterré sous le plancher à une entrée du prieuré et de l'église paroissiale de St Mary, Chepstow .

## Travaux
Marten n'est pas un auteur prolifique, commençant souvent des travaux et ne les poursuivant pas jusqu'à leur terme. Néanmoins, il écrit et publie plusieurs brochures, toutes sur des sujets politiques: 
- Un correcteur du répondeur au discours extérieur (1646)
- Un jeu malheureux au scotch et en anglais (1646)
- L'indépendance de l'Angleterre devait être maintenue (1648)
- La procédure du Parlement justifiée en refusant un traité personnel (1648)

En 1662, apparurent les lettres familières d'Henry Marten à sa Dame de la joie, contenant des lettres que Marten avait écrites à sa maitresse Mary Ward, qui avaient été saisies et publiées sans autorisation.